# アマチュアテレビジョン
アマチュアテレビジョン(ATV)とはアマチュア無線の周波数帯で動画を伝送するテレビジョン。

## 概要
アマチュア無線の愛好家にとって動画の送信は主に技術的、実験的な興味によって実施される。以前は機材を揃えるためには高額の出費を余儀なくされたものの、近年では機材の価格が下がり、以前よりも手軽に楽しめるようになりつつある。無線での動画の伝送には広帯域が必要なため必然的に144MHz帯以上の超短波(VHF)以上の周波数帯が使用される。占有する帯域が広いため、他局との混信が生じる可能性があるため、運用は極超短波(UHF)以上の帯域での運用が望ましい。使用する周波数が高いため、運用可能な距離は実質的には見渡せる範囲に限られる。一時期廃れていたが、近年、ドローンレースでのFPV(一人称視点)で利用者が増えつつある。

## 必要な機材
実質的には小規模なテレビ局でビデオレコーダー、ビデオカメラ、送信機を要する。受信のみであれば免許は不要。送信にはアマチュア無線技士の無線従事者免許証と無線局免許状が必要。狭帯域テレビジョン等、一般の放送とは異なる規格で使用する機材は市販品が少ないため高額で技術力のあるアマチュア無線愛好家は自作も選択肢の一つだったが、近年ではソフトウェア無線により比較的安価で実現する例も散見される。

## アナログ式
アマチュアテレビジョンの黎明期からある方式で市販のテレビ受像機が流用できるため比較的出費が少ないが、占有する帯域が約20MHzで広い帯域を占有するため、運用可能な周波数帯は430MHz以上極超短波(UHF)が使用される。近年はアナログ衛星放送のチューナーを流用する例も散見されるが、各国でのアナログ式の放送の停波に伴い、復号用集積回路等の部品の入手が年々困難になりつつあるため、今後はFPGAやソフトウェアで機能を代替する試みもある。※日本では現在430MHz帯のATV免許は下りない。

## デジタル式
アナログ式と比較して伝送で使用するための帯域が2MHz程度で画質が優れる。初期のデジタルATVではGMSK変調だったが、近年では衛星放送で使用されるQPSK変調が用いられる例もある。この場合、復号に使用する受信回路は市販の衛星放送のチューナーを流用する例もある。

## 狭帯域アマチュア無線テレビ
狭帯域アマチュア無線テレビ(SATV)はAM-ATVの一種で、占有する帯域幅が1MHz未満で大幅に少なくなる。画質はAM変調よりも悪化する。専用の送受信機が必要で現在は運用する局が少ない。

さらに毎秒12.5コマのNarrow Bandwidth Television(NBTV)では占有する帯域幅がわずか2.1kHzでSSBでの運用が可能で短波帯での運用も可能になる。

## 低速度走査テレビジョン
低速度走査テレビジョン(スロースキャンテレビジョン:SSTV)は短波帯等で静止画像を伝送するために開発された。

8秒で走査線数が120本の白黒の画像を伝送する。カラーもある。